# Skärning (typografi)
Skärning av ett typsnitt är det samma som en version av ett typsnitt, både beträffande snittvariant (rak, fet, kursiv etc.) och storlek (i moderna, digitala typsnitt, främst genom s.k. gradanpassad skärning som är anpassad för att ge bäst utseende/läsbarhet vid olika teckenstorlekar), men också olika typsnittstillverkares "tolkningar" av vissa typsnitt, till exempel Garamond Classico, ITC Garamond och Adobe Garamond som är olika skärningar av det gamla typsnittet Garamond.
Skärning är ett historiskt begrepp som kommer från att "bokstavsstämplarna som användes för att framställa blytyperna skars i metall".